# Soldier 2000

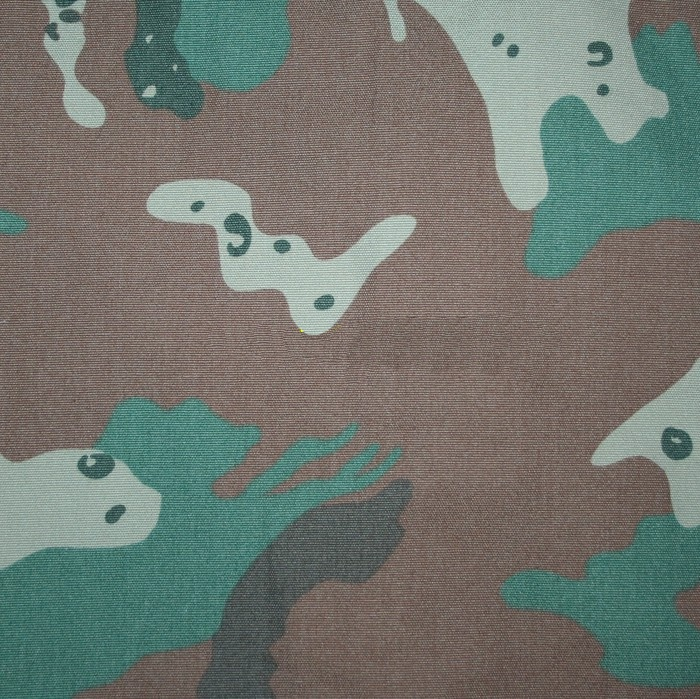
Kamuflaż Soldier 2000

Kamuflaż Soldier 2000 – kamuflaż używany przez South African National Defence Force od roku 1995.
Wzór został opracowany przez Council for Scientific and Industrial Research (CSIR). Kamuflaż jest uniwersalny, w założeniu ma dobrze maskować na różnych terenach RPA - od półpustyń w prowincji Przylądkowej Północnej po gęste lasy w prowincji KwaZulu-Natal, niezależnie od pory dnia i pory roku.
Kamuflaż składa się z nieregularnych plam w czterech kolorach (3 odcienie zieleni oraz ciemny brąz) na brązowym tle.